# استونویل (کارولینای شمالی)
استونویل (به انگلیسی: Stoneville) شهری در ایالت کارولینای شمالی کشور ایالات متحده آمریکا است که جمعیت آن در سرشماری سال ۲۰۱۰ میلادی، ۱٬۰۵۶ نفر بوده‌است.